# Allan Quatermain
Allan Quatermain est un personnage de fiction créé par Henry Rider Haggard et qui apparaît pour la première fois dans le roman Les Mines du roi Salomon en 1885. Il est le héros de trois autres romans et d'une série de nouvelles, par le même auteur.

## Biographie fictive
Allan Quatermain est un chasseur britannique de l'époque victorienne, originaire de l'Oxfordshire dans le sud-est de l'Angleterre. Benjamin d'une fratrie, il fait preuve de courage dès ses jeunes années en sauvant d'un incendie Stella Carson, qui deviendra ultérieurement sa seconde épouse. Durant l'enfance d'Allan, sa mère ainsi que ses trois frères meurent victimes de l'empoisonnement criminel du puits familial. Allan et son père en réchappent mais ce dernier, alors vicaire, ne supporte plus de vivre en Angleterre à la suite de cette douloureuse perte. Décidant d'émigrer avec son fils en Afrique du Sud, le père d'Allan remonte le pays et y devient missionnaire parmi les Cafres, non loin du site actuel de la ville de Cradock.
Allan se décrit comme quelqu'un de peu éduqué mais comme un très bon observateur. Il parle couramment hollandais, français et plusieurs dialectes cafres. Nerveux, peu attrayant, avec une barbe et des cheveux qui se « dressent », sa petite taille et son apparence frêle dissimulent une endurance à toute épreuve. Quatermain excelle au tir, où il n'a pas son égal, ainsi qu'en équitation.
Très jeune, Allan rencontre le sorcier Indaba-zimbi, qui se livre à un tour de magie sous l'œil dubitatif du jeune Quatermain.
À l'âge de dix sept ans, Quatermain tombe amoureux d'une fermière Boer du nom de Marie, fille de Henry Marais. Or, celui-ci déteste les Anglais et s'oppose farouchement à l'idylle. Le neveu de M. Marais, Hernando Pereira, désire également épouser Marie ; du reste, Allan lui doit une cicatrice sur la joue occasionnée par une balle de fusil. Au cours de cet épisode, Quatermain doit sauver les Voortrekkers ainsi que la jeune demoiselle Marais d'une attaque de guerriers zoulous. Les Boers participent ensuite au Grand Trek et Marie doit partir avec son père. Allan et Marie se quittent sur de nombreuses promesses d'amour.
Allan est enrôlé par les autorités britanniques afin de servir dans une guerre frontalière. Engagé directement en tant que lieutenant, il y sert pendant un an avant la dissolution de son corps militaire.
De retour chez son père et prévenu par une lettre de Marie, le jeune Quatermain court derechef secourir les Boers en compagnie de son fidèle serviteur Hanz, un Hottentot quelque peu ivrogne et assez sarcastique. Impliqué dans la sixième guerre cafre (1834-1835), Allan rencontre le chef zoulou Dingane kaSenzangakhona contre lequel il gagne un pari, ce qui lui permet d'être élevé au rang de sorcier. Pour la première fois, il entend parler d'Umslopogaas. Celui-ci a soi-disant enlevé Nada-le-lys, la promise du roi Dingane. Quatermain hérite du surnom de Macoumazahn, « celui qui dort avec un œil ouvert », et sauve les Boers. Le jour de sa majorité, il épouse Marie avec la bénédiction de Piet Retief, un chef Voortrekker.
Les deux jeunes mariés n'ont pas le temps de profiter de leurs noces. Allan est réquisitionné par Retief afin qu'il serve d’interprète auprès du roi Dingane en vue de négocier un traité de paix. Cependant, les Boers sont trahis par Dingane avant d'être tous massacrés, à l'exception d'Allan, épargné mais emprisonné et drogué par le sorcier Zikali. Relâché, Allan rejoint le camp des Boers où réside Marie, rescapée du massacre. Les retrouvailles sont de courte durée car Allan est arrêté par les Boers afin d'être traduit en cour martiale à la suite d'un faux témoignage du perfide Hernando Pereira. Il est aussitôt condamné à mort. Marie ne se résigne pas à voir la sentence appliquée. Se doutant que son époux refuserait de s'enfuir, elle le fait droguer puis échange ses vêtements contre les siens. À son réveil, Quatermain s'aperçoit de la supercherie et accourt au camp pour retrouver Marie. Celle-ci git à terre, abattue par Pereira qui l'a prise pour Allan en fuite. Furieux, Henry Marais fait exécuter son neveu. Au moment de mourir, Pereira avoue son faux témoignage et disculpe Allan.
Profondément attristé, Allan retourne vivre chez son père et souhaite oublier ce malheureux épisode de sa vie. Du reste, il n'en parle jamais et considère qu'il ne s'est jamais produit.
Environ deux ans plus tard, Allan (alors âgé d'une vingtaine d'années) perd son père ; il décrit celui-ci comme étant l'homme le plus doux et le plus cultivé qu'il ait jamais connu. Il décide de partir à l'aventure afin d'explorer de nouvelles contrées sauvages, accompagné de plusieurs cafres ainsi que du vieux sorcier zoulou Indaba-zimbi qui se joint à l'expédition même s'il n'y était pas convié. C'est ainsi que le jeune Quatermain amorce sa carrière de chasseur d'éléphants, il raconte non sans remords en avoir tué des centaines. Au cours de leur périple, il doit affronter une fois de plus une horde de guerriers zoulous voulant mettre à sac une troupe de Boers, et recueille au passage une petite fillette du nom de Tota. Allan la sauve lors d'un duel à la sagaie contre le redoutable guerrier Bombyane (grâce peut-être également à la magie d'Indaba-zimbi). Le sorcier Zoulou, Quatermain et la jeune fille s'enfuient à travers une contrée désertique.
Pendant leur traversée du désert, nos trois héros manquent de vivres et échappent de justesse à la mort. Ils sont sauvés par deux personnes assez inattendues : Stella Carson (la jeune fille sauvée par Allan plusieurs années auparavant) et Hendrika (une femme à la force prodigieuse, jadis élevée par des babouins avant d'être recueillie par Stella).
Allan vit quelques mois heureux au pic du Babyan, là où vivait Stella, toujours en compagnie d'Indaba-zimbi et de la petite Boer Tota, qu'il traite comme sa fille. Vient le jour où Quatermain et Stella s'avouent leur amour et se marient. Hendrika en conçoit une folle jalousie envers Allan. Rassemblant une véritable armée de babouins agressifs, elle assiège le pic. Hendrika enlève Stella, enceinte depuis plusieurs mois, ainsi que la petite Tota. Allan finit par les retrouver grâce à la « magie » d'Indaba-zimbi, après une rude bataille contre les singes tueurs.
Stella Quatermain livre une dure bataille contre Hendrika ; cette dernière manque de tuer la jeune Tota. De retour au pic, Stella accouche du fils d'Allan, Harry, puis meurt, à bout de force. Son époux l'inhume. Hendrika réapparait pour se donner la mort sur la tombe de Stella. Allan quitte le pic du Babyan, y laissant son compagnon Indaba-zimbi (qu'il ne reverra jamais). Quatermain emmène avec lui son jeune fils Harry et la petite Tota. Il garde celle-ci une année à Port Natal (Durban) avant de la confier à la femme d'un colonel en partance pour l'Angleterre. Bien qu'il ne reverra jamais la jeune fille, il restera en correspondance avec elle. Une nouvelle fois, Allan a le cœur brisé par la perte d'un être cher.
Âgé de trente-cinq ans, Allan entend parler pour la première fois des mines du roi Salomon par une gsanousi (sorcière) au pays des Manicos.
En 1854, Allan laisse son fils à la garde d'amis à Durban et part au Royaume zoulou pour y reprendre sa vie de chasse. Avec la permission du roi Mpande, il est accompagné par Sikauli et d'un chef zoulou Saduko. Celui-ci, amoureux de Mameena, doit en guise de dot ramener cent bovins à son père Umbezi. Saduko est le fils adoptif de Zikali, ses parents furent tués par Bangu alors qu'il n'avait que dix ans. Il demande à Allan de l'accompagner dans une expédition afin de récupérer le bétail auprès de Bangu qu'il juge évidemment responsable de sa situation. Quatermain est d'accord (malgré lui), bien qu'il soit entendu que Saduko demanderait la permission de Zikali dans son entreprise contre son rival Bangu.

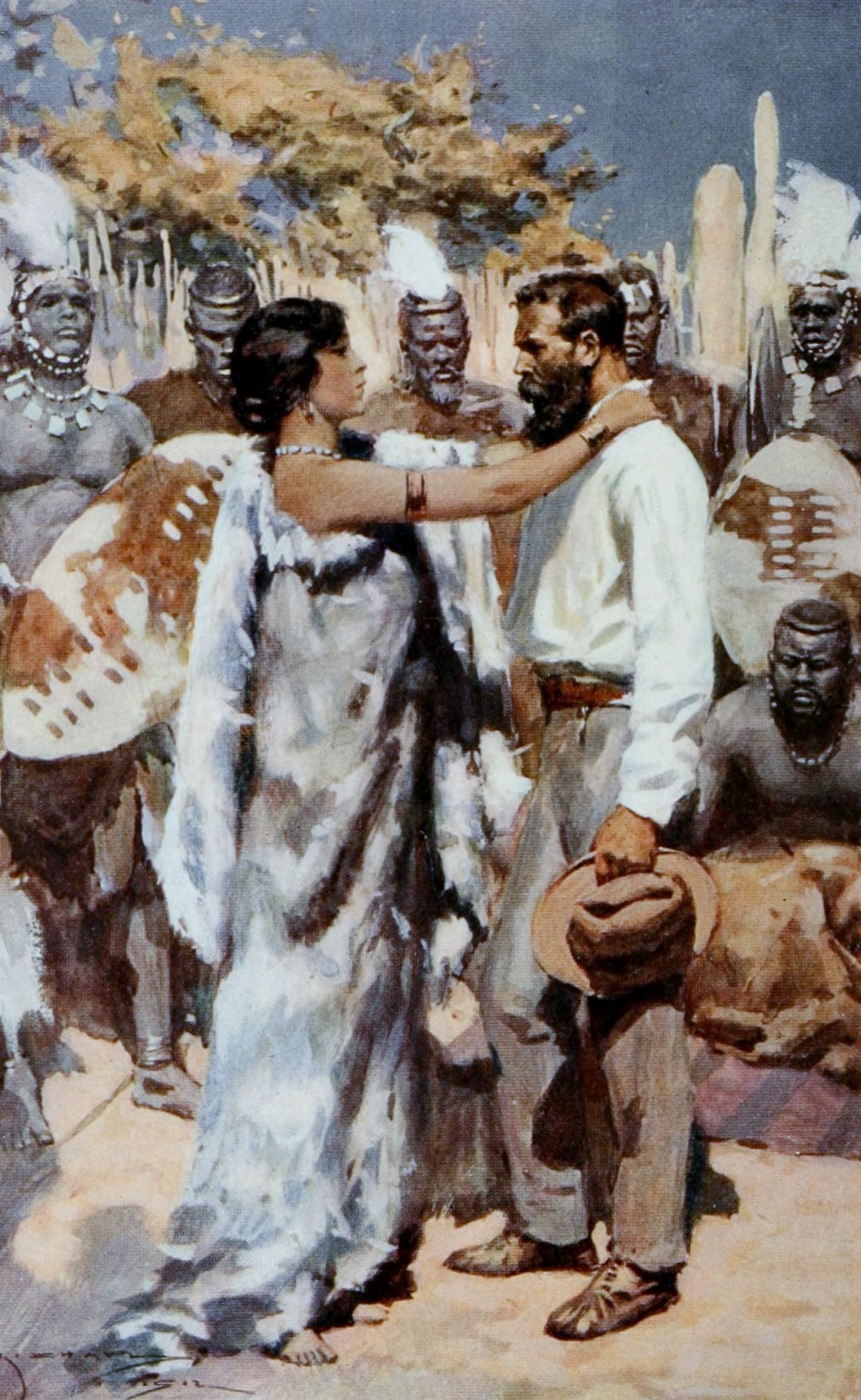
Child of Storm de H. R. Haggard, illustration du frontispice par Arthur C. Michael.

Quatermain rencontre pour ainsi dire le sorcier Zikali pour la première fois (Allan n'ayant que très peu de souvenirs de lui la fois où il fut drogué chez le roi Dingane). Zikali énonce diverses prophéties, avertissant notamment Allan et Saduko de se méfier de Mameena, et qu'il rencontrerait un accident face à un buffle avec une corne fendue. Le vieux sorcier avoue à Quatermain que c'est sur son conseil que Dingane (à l'époque roi) massacra Piet Retief et les Boers, Allan exprime de la rancœur envers Zikali et ne croit pas en ces prophéties absurdes. Malgré tout, Allan sera bel et bien piétiné par un buffle à la corne brisé lors d'une partie de chasse, avant d'être sauvé de justesse par Sikauli. Quatermain a plusieurs côtes cassées et demeure en convalescence au kraal d'Umbezi. Il se fait soigner par la fille de celui-ci, la fameuse Mameena. La jeune femme déclare sa flamme à Quatermain, elle lui propose de l'épouser de le faire roi du royaume zoulou d'ici dix ans, sans plus de précisions. Allan repousse (à contrecœur) Mameena et lui répond qu'il n'aspire à aucun trône, il soupçonne celle-ci de n'aimer véritablement que le pouvoir.
Saduko et Masapo, un autre prétendant, se querellent à propos de Mameena. Quatermain suit à regret Saduko pour attaquer Bangu, avec l'accord du roi des zoulous Mpande. Saduko rallie à sa cause plusieurs centaines d'hommes et ainsi ils parviennent à embusquer l'armée de Bangu, après avoir saisi le bétail. Lors de la bataille, Saduko tue son rival. Ils retournent au kraal d'Umbezi avec le bétail, mais découvrent que Mameena est déjà mariée à Masapo. Furieux, Saduko retourne auprès du roi Mpande qui félicite celui-ci d'avoir tué Bangu, et le récompense en lui donnant sa fille Nandie comme épouse ainsi que le commandement de certaines parties du royaume, ce qui provoque querelles et jalousie entre les fils du roi Cetshwayo kaMpande et Mbuyazi kaMpande.
Un an passe. Quatermain se rend au kraal d'Umbezi, afin de marchander quelques fusils contre de l'ivoire. Il rencontre à nouveau Mameena, et apprend qu'elle déteste son mari Masapo et n'a pas encore d'enfant. Elle confie à Quatermain qu'elle est malheureuse, vouée à la misère et qu'il est le seul homme qu'elle ait jamais aimé.
Masapo est condamné pour avoir empoisonné le fils de Saduko et de Nandie. Il est tué (il s'avère que Mameena est la véritable coupable), Saduko se rétablit rapidement et fait de Mameena sa deuxième femme. Au grand désespoir de Saduko, ses deux épouses ne font que se quereller. Aspirant à davantage de grandeur, Mameena s’enfuit avec le prince Mbuyazi. Plusieurs mois s'écoulent. La guerre civile chez le royaume zoulou paraît proche. Quatermain prend part à la Bataille de 'Ndondakusuka. Lors de celle-ci, il surprend Saduko et Mbuyazi se battant, tandis que l'armée de Cetshwayo est occupée à massacrer les partisans du camp d'Mbuyazi. Blessé et sans aucune arme, Allan tente de s'interposer mais Mbuyazi se tue avec sa propre lance. De retour chez le roi Mpande, Mameena ainsi que Saduko doivent répondre de leurs actes. Nandie appelle à témoin un domestique, qui aurait vu Mameena mettre de la poudre dans la hutte de Saduko, sur la place utilisée par l'enfant ; ainsi Mameena est jugée, pour avoir empoisonné l'enfant de Nandie, et avoir obligé Mbuyazi à faire la guerre. Zikali lui-même est appelé pour identifier le poison. La culpabilité de Mameena ne faisant plus aucun doute, elle est condamnée à mort. Saduko prétend que Mameena a agi sur ses ordres depuis le début mais Zikali prouve qu'il est ensorcelé par Mameena. La mort de Mameena étant assurée (celle-ci finit par reconnaître les faits), elle demande à Quatermain de lui accorder un dernier baiser, puis elle se donne la mort. Zikali expliquera plus tard en privé à Allan que ses complots ont conduit à la perte de Mameena, et qu'elle avait réalisé tout ce qu'il espérait. Quant à Saduko, il est exilé avec sa famille.
Allan abandonne quelque temps la chasse pour devenir chercheur d'or. Il achète ainsi une concession avec son fils Harry, alors âgé de quatorze ans, mais ils ne tombent sur aucun filon durant plusieurs mois. Un soir, Allan laisse accidentellement tomber un demi-souverain dans une fosse (qu'Harry appelle ironiquement « Eldorado »). S'acharnant à récupérer la pièce de monnaie, il découvre à la place une pépite d'or de la taille d'une pomme. Les Quatermain exploitent le filon quelque temps et finissent par en extraire de l'or d'une valeur de 1250 livres. Toutefois, cette activité ne leur sied pas et ils repartent à la chasse.
Lors d'une expédition vers le Zambie, Allan fait étape au pic du Babyan, environ quinze ans après la mort de Stella. Il se recueille sur la tombe de celle-ci et aperçoit quelques brefs instants l'esprit de son épouse défunte, lors d'un clair de lune.
Vers 1860, Allan Quatermain part chasser l'éléphant sur le territoire de la tribu des Matuku. Il rencontre Maiwa, l'épouse de Wambe, chef des Matuku. Wambe assassine son propre fils afin que l'enfant ne devienne pas un futur concurrent pour la gouvernance de son royaume. Comme à son habitude, Allan participe malgré lui à la conduite d'une rébellion contre Wambe, planifiée par Maiwa afin de venger la mort de son enfant.
Quatermain de passage à Umvoti, découvre que Saduko vit avec Nandie (toujours en exil) dans un kraal local. Il est maintenant connu sous le nom de Saduko le Fou, on dit qu'il est mourant et hanté par l'esprit d'Umbelazi. Saduko n'est plus que l'ombre de lui-même et Allan restera à son chevet jusqu'à ce qu'il décède en voyant le fantôme de Mameena et d'Umbelazi. Ce soir là Allan semble entendre le rire tonitruant de Zikali.

Maiwa's Revenge de H. Rider Haggard, illustration de Thure de Thulstrup.
La scène dépeint Allan Quatermain lors de la rébellion contre Wambe.

Un certain mois de mars 1869, Quatermain achemine un troupeau de bœufs. Il fait étape dans un kraal d'une tribu de Knobnoses. Celui-ci est presque désert et jonché de cadavres. Allan rencontre alors une vieille femme qui lui dit que le kraal a été frappé par la fièvre et que la plupart des gens ont péri. Quatermain passe sa route mais le bétail s'égare. Pendant que les Cafres qui accompagnent Quatermain partent à leur recherche, il essuie une attaque de lions. Il décide de les tuer. C'est lors de cette chasse que Quatermain se fait mordre à la cuisse par un des lions. En convalescence pendant plusieurs mois, il reste boiteux pour le reste de sa vie. Allan raconte que chaque mois de mars, la blessure le fait souffrir.
Quatermain rencontre un homme que l'on nomme Frère John, un médecin marginal, qui a erré en Afrique depuis des années. Il confie à Quatermain une fleur séchée d'orchidée énorme et rare, la plus grande jamais trouvée, afin de réunir les fonds nécessaires pour entreprendre une expédition et ainsi récupérer un spécimen vivant prêt des Grands Lacs d'Afrique. C'est ainsi que Quatermain se rend pour la première fois depuis des années en Angleterre, avec en main la fleur afin de la vendre aux enchères.
Lors de ce voyage, Allan escorte Charles Scroope, qui fut blessé en sauvant Quatermain d'un léopard. Grâce à celui-ci il fait la connaissance de Lord Ragnall et de sa fiancée Luna Holmes. Celle-ci doit son prénom à une tache de naissance en forme de croissant de lune sur la poitrine ; cette particularité physique la prédestinera à être prise pour la réincarnation d'une prêtresse aux yeux de deux magiciens égyptiens, Harût et Marût, de passage en Angleterre. Les deux hommes appartiennent à la tribu des Kendhas blancs (peuple de l'enfant représenté par une statuette d'ivoire), ils s'opposent depuis des années à une guerre sans merci aux Kendhas noirs (adorateurs du dieu Jana un éléphant au proportions titanesque représentant les forces du mal). Les deux magiciens organisent un spectacle de prestidigitation et invitent Allan à voir des visions en utilisant du taduki (une sorte de tabac indigène). Ainsi dans une brève hallucination, il voit un cimetière d'éléphants, un éléphant monstrueux piétinant un enfant et également Mameena décédé depuis longtemps. Les égyptiens expliquent que seul Quatermain peut sauver leur peuple, et revendique la personne de Luna Holmes frappé selon eux par le sceau de l'astre divin. Ils projettent alors l'enlèvement de Miss Holmes qui sera déjoué par Allan. Quatermain, ayant tissé quelques liens affectifs avec Luna, lui fait ses adieux.
Allan revient à la première raison de son voyage, c'est-à-dire l’orchidée que frère John lui avait confié. Il rencontre alors M. Stephen Somers lors d'une vente aux enchères, celui-ci finit par payer une somme mirobolante pour une orchidée particulièrement rare. Son père, furieux, accepte de couvrir le coût de la fleur mais déshérite également son fils. Stephen décide de revendre celle-ci pour financer une expédition en Afrique afin de récupérer un spécimen vivant de l'énorme orchidée qu'Allan a ramenée avec lui.
De retour à Durban, frère John a disparu. Quatermain et Somers décident malgré tout de partir pour le royaume Pongo sans lui, accompagnés de Mavovo (un zoulou ancien élève de Zikali), le fidèle serviteur Hottentot d’Allan, Hans, et d’un cuisinier répondant au nom de Sammy. Ils remontent la côte à bord d’un cargo et débarquent en Tanzanie, sur place ils sont confrontés à des marchands d'esclaves ; s’ensuit une rixe, et Quatermain ainsi que ses compagnons de voyage libèrent les esclaves. En route vers l’intérieur des terres pendant plusieurs semaines, la compagnie se fait capturer par la tribu des Mazitu, qui les condamne à mort, les prenant pour des esclavagistes. À l’heure de leur exécution frère John (qui est alors très lié au roi des Mazitu) arrive et se porte garant d'eux, sauvant ainsi Allan et ses amis. Frère John révèle à Quatermain qu'il fut un missionnaire pour l'Église épiscopale, dont la mission à Kilwa a été limogée[Quoi ?] 23 ans auparavant, et que sa femme alors enceinte a disparu. Ainsi il a parcouru l'Afrique à sa recherche des années durant. Récemment il a appris d'après une légende qu'au royaume Pongo une fleur sacrée serait gardée par une déesse blanche, et soupçonne alors que celle-ci serait peut-être sa femme disparue, Elizabeth.
Une ambassade du royaume Pongo arrive auprès des Mazitus et bien qu'il n'y ait que peu d'affinités entre les deux tribus durant ces dernières années (les Pongos étant cannibales), ils offrent de négocier un traité de paix. John, considéré comme étant l'égal du roi Mazitu, Quatermain et Stephen acceptent d'être les émissaires pour les Mazitus. Ils prennent avec eux deux guides Mazitu (Tom et Jerry) ; Hans et Mavovo les accompagnent également. La seule condition de l'ambassade est qu'ils ne puissent pas apporter d'armes à feu avec eux, acceptant à contrecœur la compagnie partie pour le royaume Pongo. Durant le voyage, l'un des ambassadeurs Pongo « Kalubi » à qui il manque un doigt est alors très nerveux, il révèle qu'il craint qu'un dieu blanc ne le tue. En effet le dieu en question est un gorille gigantesque à la fourrure immaculée, qui appréhenderait toujours ses victimes avec une morsure d'avertissement ; la preuve en est de son doigt manquant. Kalubi raconte également que le gorille, apparemment immortel, demeure sur les pentes d'une montagne où pousse une orchidée sacrée, gardée par la « mère » de la fleur. Celle-ci, d'habitude choisie parmi les albinos naturels du peuple Pongo, serait en réalité une femme blanche, accompagnée de sa fille âgée d'une vingtaine d'années.

## Chronologies des histoires d'Allan Quatermain
Les dates des événements dans la vie d'Allan Quatermain sont indiqués sur la gauche ; les dates de publication des livres sont indiqués sur la droite. Le personnage est inventé en 1885, et apparaît dans deux romans posthumes après la mort de son auteur en 1925.
| Année chronologique | Titre                                                                                  | Année de publication |
| ------------------- | -------------------------------------------------------------------------------------- | -------------------- |
| 1835–1838           | Marie                                                                                  | 1912                 |
| 1842–1843           | L'épouse d'Allan                                                                       | 1889                 |
| 1854–1856           | Mameena l'enfant de la tempête                                                         | 1913                 |
| 1858                | Histoire de trois lions parus dans La nuit des pharaons                                | 1887                 |
| 1859                | Maiwa's Revenge: or, The War of the Little Hand                                        | 1888                 |
| 1868                | Hunter Quatermain's Story                                                              | 1887                 |
| 1869                | Chances inégales, parus dans La tribune des Amis d’Edgar Rice Burroughs                | 1887                 |
| 1870                | La fleur sacrée                                                                        | 1915                 |
| 1871                | Heu-heu: ou, le monstre                                                                | 1924                 |
| 1872                | Elle et Allan                                                                          | 1920                 |
| 1873                | The Treasure of the Lake                                                               | 1926                 |
| 1872                | The Great Detective at the Crucible of Life: or, The Adventure of the Rose of Fire     | 2005                 |
| 1874                | The Ivory Child                                                                        | 1916                 |
| 1879                | Finished                                                                               | 1917                 |
| 1879                | Magepa l'antilope parus dans La nuit des pharaons                                      | 1921                 |
| 1880                | Les Mines du roi Salomon                                                               | 1885                 |
| 1881                | Elle (Allan n’apparaît pas dans ce roman)                                              | 1886                 |
| 1882                | The Ancient Allan                                                                      | 1920                 |
| 1883                | Allan and the Ice-gods                                                                 | 1927                 |
| 1884–1885           | Allan Quatermain                                                                       | 1887                 |
| 1889                | La Ligue des Gentlemen Extraordinaires, Volume I (" Allan et le voile déchiré ")       | 1999                 |
| 1898                | La Ligue des Gentlemen Extraordinaires, Volume II (" L'Almanach du Nouveau Voyageur ") | 2002                 |
| 1958                | La Ligue des Gentlemen Extraordinaires: Black Dossier                                  | 2007                 |
| 1910-1969-2009      | La Ligue des Gentlemen Extraordinaires, Volume III: Siècle                             | 2009-2012            |

## Représentations
Le portrait du personnage Allan Quatermain a été entre autres dessiné par :
- Walter Paget (1885)
- Charles H. M. Kerr (1887)
- Édouard Riou (1888)
- Thure de Thulstrup (1888)
- Arthur Cadwgan Michael (1913)
- Kevin O’Neill (1999)

## Autres œuvres où le personnage apparaît

### Romans (écrit par Thomas Kent Miller)
- The Great Detective at the Crucible of Life, or The Adventure of the Rose of Fire (2005)

### Cinéma
- 1919 : Allan Quatermain d'Horace Lisle Lucoque avec Hal Lawrence
- 1937 : Les Mines du roi Salomon de Robert Stevenson avec Cedric Hardwicke
- 1950 : Les Mines du roi Salomon de Compton Bennett et Andrew Marton avec Stewart Granger
- 1959 : Watusi de Kurt Neumann, d'après King Solomon's Mines avec George Montgomery dans le rôle de Harry Quatermain
- 1977 : Allan Quatermain et les Mines du roi Salomon (King Solomon's Treasure) de Alvin Rakoff avec John Colicos
- 1985 : Allan Quatermain et les Mines du roi Salomon (King Solomon's Mines) de Jack Lee Thompson avec Richard Chamberlain
- 1986 : Allan Quatermain et la Cité de l'or perdu (Allan Quatermain and the Lost City of Gold) de Gary Nelson avec Richard Chamberlain
- 2003 : La Ligue des Gentlemen Extraordinaires (The League of Extraordinary Gentlemen) de Stephen Norrington avec Sean Connery

### Télévision
- 1986 : King Solomon's Mine film d'animation avec la voix de Arthur Dignam
- 2004 : Allan Quatermain et la Pierre des ancêtres (King Solomon's Mines) de Steve Boyum avec Patrick Swayze

### Vidéo
- 2008 : Allan Quatermain et le Temple perdu (Allan Quatermain and the Temple of Skulls) de Mark Atkins avec Sean Cameron Michael (en)

### Bandes dessinées
- Le personnage d'Allan Quatermain est utilisé dans le comics La Ligue des gentlemen extraordinaires (The League of Extraordinary Gentlemen). Devenu opiomane, le héros intègre un groupe d'individus hors-normes chargés de protéger le Royaume-Uni.
- Il a aussi servi de modèle, avec James Coburn, pour la création du personnage de Martin Mystère (en 1978).
- L'ouvrage Les Mines du roi Salomon a fait l'objet d'une adaptation en bande dessinée, dans la collection 1800 de l'éditeur Soleil Productions. Deux tomes réalisés par Dobbs et DimD doivent être publiés à compter de septembre 2010.